# أبو زيد المروزي
أبو زيد محمد بن أحمد بن عبد الله بن محمد المروزي راوي صحيح البخاري عن محمد بن يوسف الفربري، فقيه وعالم شافعي.

## سيرته
ولد سنة 301 هـ. سمع من أحمد بن محمد المنكدري، وأبي العباس محمد بن عبد الرحمن الدغولي، وعمر بن علك، ومحمد بن عبد الله السعدي، وطائفة. أكثر الترحال، وروى الصحيح في أماكن. حدث عنه: الحاكم، وأبو عبد الرحمن السلمي، وأبو الحسن الدارقطني وهو من طبقته، وعبد الوهاب الميداني، والهيثم بن أحمد الدمشقي الصباغ، وأبو الحسن بن السمسار، وأبو بكر البرقاني، وأبو محمد عبد الله بن إبراهيم الأصيلي، وآخرون.
قال الحاكم: «كان أحد أئمة المسلمين، ومن أحفظ الناس للمذهب، وأحسنهم نظرا، وأزهدهم في الدنيا، سمعت أبا بكر البزاز يقول عادلت الفقيه أبا زيد من نيسابور إلى مكة، فما أعلم أن الملائكة كتبت عليه خطيئة». قال الخطيب: «حدث أبو زيد ببغداد، ثم جاور بمكة، وحدث هناك بالصحيح، وهو أجل من رواه». قال أبو إسحاق الشيرازي: «ومنهم أبو زيد المروزي، صاحب أبي إسحاق المروزي. مات بمرو في رجب سنة إحدى وسبعين وثلاثمائة.. وكان حافظا للمذهب، حسن النظر، مشهورا بالزهد. وعنه أخذ أبو بكر القفال المروزي، وفقهاء مرو».

## وفاته
توفي المروزي في مرو سنة 371 هـ.